# Tadeusz Krawczak
Tadeusz Krawczak (ur. 29 stycznia 1950 w Kałuszynie) – historyk specjalizujący się w historii Kościoła i historii najnowszej. Archiwista, w latach 1994–2003 i 2007–2020 dyrektor Archiwum Akt Nowych i wykładowca akademicki.

## Życiorys
Syn Szymona i Lucyny Krawczaków. Absolwent Instytutu Historii UW (1976), gdzie uzyskał również stopień doktora nauk humanistycznych (praca z 1994 pt. Wsie drobnoszlacheckie w Siedleckiem 1867–1975). Wykładowca od 1976. Pracownik naukowy Uniwersytetu Warszawskiego, wykładowca archiwistyki na Wydziale Nauk Historycznych i Społecznych Uniwersytetu Kardynała Stefana Wyszyńskiego i na Papieskim Wydziale Teologicznym w Warszawie (Sekcja św. Jana Chrzciciela, Instytut Teologiczny w Siedlcach). Od jesieni 1994 do listopada 2003 i od sierpnia 2007 do 2020 sprawował funkcję dyrektora Archiwum Akt Nowych. Był historykiem Naczelnej Dyrekcji Archiwów Państwowych, a od 2002 jest członkiem Kapituły Nagrody „Kustosz Pamięci Narodowej”. 27 stycznia 2010 Minister Kultury i Dziedzictwa Narodowego Bogdan Zdrojewski nominował go na członka Rady Archiwalnej na kadencję w latach 2010–2013.

## Nagrody i odznaczenia
- Krzyż Komandorski Orderu Odrodzenia Polski (2018)[12]
- Krzyż Oficerski Orderu Odrodzenia Polski (2007)[13]
- Srebrny Krzyż Zasługi (2005)[14]
- Medal Stulecia Odzyskanej Niepodległości (2019)[15]
- Srebrny Medal "Za zasługi dla obronności kraju" (1999)[16]
- Krzyż Pro Ecclesia et Pontifice (Watykan 2007)[17]

## Wybrane publikacje
- Kształtowanie świadomości narodowej wśród ludności wiejskiej Podlasia w latach 1863–1918. Podlaskie Towarzystwo Społeczno-Kulturalne, 1982
- Dzieje zamku bialskiego. Muzeum Okręgowe w Białej Podlaskiej, 1982
- Katecheza dziejów ojczystych. Papieskie rozważania o historii Polski 1979–1983. Kuria Metropolitalna Warszawska 1987
- Polskie pociągi pancerne w wojnie 1939 roku (współautor z Januszem Odziemkowskim). Książka i Wiedza 1987
- Morderstwa polityczne XX wieku (współautor z Dariuszem Łyżnikiem i Arkadiuszem Kołodziejczykiem). Oficyna Wydawnicza "Maj", 1992
- W szlacheckim zaścianku. Sonor, 1993
- "Zanim wróciła Polska". Martyrologium ludności unickiej na Podlasiu w latach 1866–1905 w świetle wspomnień (wybór i oprac.). Neriton 1994
- Ksiądz generał Stanisław Brzóska. Kapelan i dowódca. Ajaks, 1995
- Z dalekiego Polesia... Dokumenty Samodzielnej Grupy Operacyjnej gen. bryg. Franciszka Kleeberga z walk w dniach 18 IX – 6 X 1939 r. (oprac. i wstęp). Archiwum Akt Nowych-Ajaks, 1996
- Pro fide et patria. Generał Mieczysław Boruta-Spiechowicz. Oficyna Archiwum Państwowego, 2004
- Kościół w stanie wojennym. Wybór dokumentów z Archiwum Akt Nowych (wybór i oprac. z Cyprianem Wilanowskim). Instytut Wydawniczy Pax, 2008[18]